# Francja na Letnich Igrzyskach Olimpijskich 1908
Francja na Letnich Igrzyskach Olimpijskich 1908 reprezentowało 208 sportowców, wyłącznie mężczyzn, w 13 dyscyplinach. Najmłodszym reprezentantem był pływak i piłkarz wodny Henri Decoin (18 lat 117 dni), a najstarszym strzelec Léon Moreaux (58 lat 123 dni).
Był to trzeci start reprezentacji Francji na letnich igrzyskach olimpijskich.

## Zdobyte medale
| Medal  | Zawodnik | Dyscyplina         | Konkurencja                                       |
| ------ | --- | ------------------ | ------------------------------------------------- |
| Złoto  | Eugène Grisot | Łucznictwo         | Runda kontynentalna                               |
| Złoto  | Maurice Schillès André Auffray                                                                                      | Kolarstwo          | Sprint tandemów, 2 km                             |
| Złoto  | Gaston Alibert | Szermierka         | Szpada                                            |
| Złoto  | Gaston Alibert Bernard Gravier Alexandre Lippmann Eugène Olivier Herman Georges Berger Charles Collignon Jean Stern | Szermierka         | Szpada drużynowo                                  |
| Złoto  | Émile Thubron | Sporty motorowodne | Klasa A                                           |
| Srebro | Louis Vernet | Łucznictwo         | Runda kontynentalna                               |
| Srebro | Géo André | Lekkoatletyka      | Skok wzwyż                                        |
| Srebro | Maurice Schillès | Kolarstwo          | Wyścig indywidualny, 5 km                         |
| Srebro | Alexandre Lippmann                                                                                                  | Szermierka         | Szpada                                            |
| Brąz   | Gustave Cabaret | Łucznictwo         | Runda kontynentalna                               |
| Brąz   | Louis Bonniot de Fleurac Joseph Dréher Paul Lizandier Jean Bouin Alexandre Fayollat                                 | Lekkoatletyka      | Bieg na 3 mile drużynowo                          |
| Brąz   | André Auffray | Kolarstwo          | Wyścig indywidualny, 5 km                         |
| Brąz   | Octave Lapize | Kolarstwo          | Wyścig indywidualny, 100 km                       |
| Brąz   | Eugène Olivier | Szermierka         | Szpada                                            |
| Brąz   | Louis Ségura | Gimnastyka         | Wielobój indywidualnie                            |
| Brąz   | Henri Arthus Louis Potheau Pierre Rabot                                                                             | Żeglarstwo         | Klasa – 6 metrów                                  |
| Brąz   | Léon Johnson Eugène Balme André Parmentier Albert Courquin Maurice Lecoq Raoul de Boigne                            | Strzelectwo        | Karabin dowolny, trzy postawy, 300 m, drużynowo   |
| Brąz   | Paul Colas André Regaud Léon Lécuyer Henri Bonnefoy                                                                 | Strzelectwo        | Karabin małokalibrowy, 50 i 100 jardów, drużynowo |

## Skład kadry

### Boks
- Philippe Mazoir – waga kogucia – 4. miejsce
- Louis Constant – waga piórkowa – 5. miejsce
- Étienne Poillot – waga piórkowa – 5. miejsce
- Alfred Bouvier – waga lekka – 7. miejsce
- Charles Morard – waga średnia – 6. miejsce
- René Doudelle – waga średnia – 6. miejsce
- Gaston Aspa – waga średnia – 6. miejsce

### Gimnastyka
- Louis Ségura – wielobój – 3. miejsce
- Marcel Lalu – wielobój – 7. miejsce
- Robert Diaz – wielobój – 8. miejsce
- Jules Rolland – wielobój – 10. miejsce
- François Nidal – wielobój – 11. miejsce
- Antoine Costa – wielobój – 14. miejsce
- Georges Thurnherr – wielobój – 18. miejsce
- Joseph Castiglioni – wielobój – 20. miejsce
- Édouard Boislèvé – wielobój – nie ukończył
- Auguste Castille – wielobój – nie ukończył
- Ferdinand Castille – wielobój – nie ukończył
- Georges Charmoille – wielobój – nie ukończył
- Victor Dubois – wielobój – nie ukończył
- Dominique Follacci – wielobój – nie ukończył
- E. Gauthier – wielobój – nie ukończył
- Félicien Lekim – wielobój – nie ukończył
- Joseph Lux – wielobój – nie ukończył
- G. Mounier – wielobój – nie ukończył
- Georges Ratelot – wielobój – nie ukończył
- Lucien Bogart, Albert Borizée, Nicolas Constant, Charles Courtois, Henri de Breyne, Louis Delattre, Louis Delescluse, Antoine Delescluse, Georges Demarle, Joseph Derou, Charles Desmarcheliers, Claude Desmarcheliers, Étienne Dharaney, Gérard Donnet, Émile Duhamel, A. Duponcheel, Paul Durin, Alphonse Eggremont, G. Guiot, L. Hennebicq, Henri Hubert, Daniel Hudels, E. Labitte, Louis Léstienne, Raimond Lis, Victor Magnier, Georges Nys, Louis Pappe, Joseph Parent, Antoine Pinoy, Victor Polidori, Gustave Pottier, Louis Sandray, Émile Schmoll, Édouard Steffe, Émile Vercruysse, Hugo Vergin, Ernest Vicogne, Jules Walmée, Gustave Warlouzet – drużynowo – 5. miejsce

### Hokej na trawie
- R.P. Aublin, Daniel Bardet, Raoul Benoît, André Bounal, Louis Gautier, Daniel Girard, Charles Pattin, Léon Poupon, Frédéric Roux, René Salarnier, Louis Saulnier, Fernand Versini – 6. miejsce

### Kolarstwo
- Maurice Schillès

Sprint – nie ukończył
5000 metrów – 2. miejsce
- Émile Demangel

Sprint – odpadł w półfinałach
5000 metrów – nie ukończył
- André Auffray

Sprint – odpadł w półfinałach
5000 metrów – 3. miejsce
- Paul Texier

Sprint – odpadł w półfinałach
5000 metrów – odpadł w eliminacjach
20 km – nie ukończył
100 km – 3. miejsce
- André Poulain

Sprint – odpadł w eliminacjach
5000 metrów – nie ukończył
- Pierre Seginaud

Sprint – odpadł w eliminacjach
5000 metrów – odpadł w eliminacjach
- Richard Villepontoux

Sprint – odpadł w eliminacjach
5000 metrów – nie ukończył
- Émile Maréchal

Sprint – odpadł w eliminacjach
5000 metrów – 4. miejsce
- Georges Perrin

Sprint – odpadł w eliminacjach
5000 metrów – nie ukończył
- Gaston Delaplane

Sprint – odpadł w eliminacjach
5000 metrów – nie ukończył
- Gaston Dreyfus

Sprint – odpadł w eliminacjach
5000 metrów – odpadł w eliminacjach
- Maurice Schillès, André Auffray – sprint tandemem – 1. miejsce
- Octave Lapize, François Bonnet – sprint tandemem – odpadli w półfinałach
- Paul Texier, Marc Texier – sprint tandemem – odpadli w eliminacjach
- Charles Avrillon, Joseph Guyader – sprint tandemem – odpadli w eliminacjach
- André Poulain, Gaston Dreyfus – sprint tandemem – odpadli w eliminacjach
- André Auffray, Émile Demangel, Émile Maréchal, Maurice Schillès – wyścig na dochodzenie, drużynowo – 5. miejsce
- François Bonnet

20 km – nie ukończył finału
100 km – nie ukończył finału
- Octave Lapize

20 km – nie ukończył finału
20 km – odpadł w eliminacjach
- Charles Avrillon

20 km – odpadł w eliminacjach
100 km – nie ukończył
- André Lapize – 100 km – 3. miejsce
- Georges Lutz

20 km – odpadł w eliminacjach
100 km – nie ukończył finału
- Henri Baumler – 20 km – odpadł w eliminacjach
- Pierre Hostein

20 km – nie ukończył
100 km – nie ukończył
- Henri Cunault

20 km – nie ukończył
100 km – nie ukończył
- André Lepère – 100 km – nie ukończył
- Jean Madelaine – 100 km – nie ukończył

### Lekkoatletyka
- Géo Malfait

100 metrów – odpadł w eliminacjach
200 metrów – odpadł w ćwierćfinałach
400 metrów – odpadł w ćwierćfinałach
- Louis Lesca – 100 metrów – odpadł w eliminacjach
- Gaston Lamotte – 100 metrów – odpadł w eliminacjach
- Henri Meslot

100 metrów – odpadł w eliminacjach
200 metrów – odpadł w eliminacjach
400 metrów z przeszkodami – odpadł w eliminacjach
- Jean Bouin – 1500 metrów – odpadł w eliminacjach
- Joseph Dréher – 1500 metrów – odpadł w eliminacjach
- Louis Bonniot de Fleurac

1500 metrów – odpadł w eliminacjach
Chód 3200 metrów – odpadł w eliminacjach
- Gaston Ragueneau

1500 metrów – odpadł w eliminacjach
5 mil – odpadł w eliminacjach
Chód 3200 metrów – odpadł w eliminacjach
- Paul Lizandier – 5 mil – odpadł w eliminacjach
- Georges Dubois – 400 metrów przez płotki – odpadł w eliminacjach
- Louis Bonniot de Fleurac, Joseph Dréher, Paul Lizandier, Jean Bouin, Alexandre Fayollat – 3 mile drużynowo – 3. miejsce
- Géo André

Skok wzwyż – 2. miejsce
Skok wzwyż z miejsca – 5. miejsce
- Alfred Motté

Skok wzwyż z miejsca – 5. miejsce
Skok w dal z miejsca – nie ukończył
- Henri Jardin

Skok wzwyż z miejsca – nie ukończył
Skok w dal z miejsca – nie ukończył
- Robert Pascarel – skok o tyczce – 10. miejsce
- Gaston Koëger – skok o tyczce – 12. miejsce
- Henri Gutierrez – skok w dal – nie ukończył
- Charles Lagarde

Pchnięcie kulą – nie ukończył
Rzut dyskiem – nie ukończył
- André Tison

Pchnięcie kulą – nie ukończył
Rzut dyskiem – 8. miejsce

### Łucznictwo
- Henri Berton – runda podwójna – 16. miejsce
- Eugène Richez – runda podwójna – 17. miejsce
- Eugène Grisot – runda podwójna – 19. miejsce
- Louis Vernet – runda podwójna – 20. miejsce
- Louis-Albert Salingré – runda podwójna – 22. miejsce
- Albert Dauchez – runda podwójna – 23. miejsce
- Charles Quervel – runda podwójna – 24. miejsce
- Édouard Beaudoin – runda podwójna – 25. miejsce
- Gustave Cabaret – runda podwójna – 26. miejsce
- Alfred Poupart – runda podwójna – 27. miejsce
- Eugène Grisot – runda kontynentalna – 1. miejsce
- Louis Vernet – runda kontynentalna – 2. miejsce
- Gustave Cabaret – runda kontynentalna – 3. miejsce
- Charles Aubras – runda kontynentalna – 4. miejsce
- Charles Quervel – runda kontynentalna – 5. miejsce
- Albert Dauchez – runda kontynentalna – 6. miejsce
- Louis-Albert Salingré – runda kontynentalna – 7. miejsce
- Henri Berton – runda kontynentalna – 8. miejsce
- Eugène Richez – runda kontynentalna – 9. miejsce
- Édouard Beaudoin – runda kontynentalna – 10. miejsce
- Charles Vallée – runda kontynentalna – 11. miejsce
- Émile Fisseux – runda kontynentalna – 13. miejsce
- Jean-Louis de la Croix – runda kontynentalna – 14. miejsce
- Alfred Poupart – runda kontynentalna – 16. miejsce
- Oscar Jay – runda kontynentalna – 17. miejsce

### Piłka nożna
- René Fenouillière, Gaston Cyprès, André François, Georges-Henri Albert, Émile Sartorius, Georges Bayrou, Louis Schubart, Charles Renaux, Jean Dubly, Ursule Wibaut, Maurice Tillette, Adrien Filez, Paul Mathaux, Henri Holgard, Albert Jenicot, Pierre Six, Sadi Dastarac, Raoul Gressier, Justin Vialaret, Jules Verlet, Charles Bilot, Fernand Desrousseaux – 5. miejsce

### Pływanie
- Gérard Meister – 100 m st. dowolnym – odpadł w eliminacjach
- René André – 100 m st. dowolnym – odpadł w eliminacjach
- Henri Decoin – 400 m st. dowolnym – odpadł w eliminacjach
- André Theuriet – 1500 m st. dowolnym – odpadł w eliminacjach

### Sporty motorowodne
- Émile Thubron – klasa A – 1. miejsce

### Strzelectwo
- Augustin Barbillat

Pistolet, 50 j – 6. miejsce
Ruchomy cel, runda pojedyncza – 15. miejsce
- André Regaud – pistolet, 50 j – 10. miejsce
- Léon Moreaux

Pistolet, 50 j – 17. miejsce
Karabin dowolny, 1000 j – 39. miejsce
- Jean Depassio – pistolet, 50 j – 22. miejsce
- Léon Lécuyer – pistolet, 50 j – 30. miejsce
- Maurice Robion du Pont
- Léon Lécuyer – pistolet, 50 j – 34. miejsce

Ruchomy cel, runda pojedyncza – 14. miejsce
Ruchomy cel, runda podwójna – 14. miejsce
- Léon Johnson

Karabin dowolny, trzy postawy, 300 m – 8. miejsce
Karabin małokalibrowy, znikający cel, 25 j – 21. miejsce
Karabin małokalibrowy, ruchomy cel, 25 j – 10. miejsce
- Paul Colas

Karabin dowolny, trzy postawy, 300 m – 25. miejsce
Karabin dowolny, 1000 j – 28. miejsce
- Maurice Lecoq – karabin dowolny, trzy postawy, 300 m – 31. miejsce
- Charles Angelini

Karabin dowolny, trzy postawy, 300 m – 34. miejsce
Karabin dowolny, 1000 j – 23. miejsce
- Raoul de Boigne – karabin dowolny, 1000 j – 19. miejsce
- Léon Hecht – karabin dowolny, 1000 j – 35. miejsce
- Léon Tétart

Karabin dowolny, 1000 j – 48. miejsce
Karabin małokalibrowy, leżąc, 50 i 100 j – 17. miejsce
Karabin małokalibrowy, znikający cel, 25 j – 22. miejsce
Karabin małokalibrowy, ruchomy cel, 25 j – 15. miejsce
Ruchomy cel, runda pojedyncza – 13. miejsce
Ruchomy cel, runda podwójna – 12. miejsce
- André Mercier

Karabin małokalibrowy, leżąc, 50 i 100 j – 13. miejsce
Karabin małokalibrowy, znikający cel, 25 j – 19. miejsce
Karabin małokalibrowy, ruchomy cel, 25 j – 14. miejsce
- Henri Bonnefoy – karabin małokalibrowy, leżąc, 50 i 100 j – 19. miejsce
- Augustin Barbillat, André Regaud, Léon Moreaux, Jean Depassio – pistolet, 50 m, drużynowo – 4. miejsce
- Léon Johnson, Eugène Balme, André Parmentier, Albert Courquin, Maurice Lecoq, Raoul de Boigne – karabin dowolny, trzy postawy, 300 m, drużynowo – 3. miejsce
- Léon Hecht, Raoul de Boigne, Albert Courquin, Eugène Balme, André Parmentier, Daniel Mérillon – karabin wojskowy, 200, 500, 600, 800, 900, 1000 jardów, drużynowo – 4. miejsce
- Paul Colas, André Regaud, Léon Lécuyer, Henri Bonnefoy – karabin małokalibrowy, 50 i 100 jardów, drużynowo – 3. miejsce
- Émile Béjot – trap – 23. miejsce

### Szermierka
- Gaston Alibert – szpada – 1. miejsce
- Alexandre Lippmann – szpada – 2. miejsce
- Eugène Olivier – szpada – 3. miejsce
- Jean Stern – szpada – odpadł w półfinałach
- Herman Georges Berger – szpada – odpadł w półfinałach
- Jacques Rodocanachi – szpada – odpadł w ćwierćfinałach
- Bernard Gravier – szpada – odpadł w ćwierćfinałach
- Charles Collignon – szpada – odpadł w ćwierćfinałach
- Robert Quennessen – szpada – odpadł w ćwierćfinałach
- Jacques Marais – szpada – odpadł w ćwierćfinałach
- Frédéric Dubourdieu – szpada – odpadł w eliminacjach
- Gaston Alibert, Bernard Gravier, Alexandre Lippmann, Eugène Olivier, Herman Georges Berger, Charles Collignon, Jean Stern – szpada drużynowo – 1. miejsce
- Georges de la Falaise – szabla – 7. miejsce
- Bertrand Marie de Lesseps – szabla – odpadł w ćwierćfinałach
- Georges Lateux – szabla – odpadł w półfinałach
- Jean de Mas Latrie – szabla – odpadł w eliminacjach
- Louis Renaud – szabla – odpadł w eliminacjach
- Georges Langevin – szabla – odpadł w eliminacjach
- Frédéric Chapuis – szabla – odpadł w eliminacjach
- Marc Perrodon – szabla – odpadł w eliminacjach
- Ismaël de Lesseps – szabla – odpadł w eliminacjach
- Joseph, Marquis de Saint Brisson – szabla – odpadł w eliminacjach
- Jean Mikorski – szabla – odpadł w eliminacjach
- Georges de la Falaise, Bertrand Marie de Lesseps, Marc Perrodon, Louis Renaud – szabla drużynowo – 4. miejsce

### Tenis
- Maurice Germot – gra pojedyncza – 5. miejsce

### Żeglarstwo
- Henri Arthus, Louis Potheau, Pierre Rabot – klasa 6 metrów – 3. miejsce